# Liberales Institut
Liberales Institut (Institut Libéral, Istituto Liberale) – szwajcarski think tank liberalny z siedzibą w Zurychu i biurami w Bernie, Lozannie i Lugano. Instytut prowadzi działalność w czterech językach: po niemiecku, po francusku, po włosku i po angielsku.

## Misja i cele
W swojej działalności Liberales Institut odwołuje się do filozofii liberalnej:
Liberalizm jest zakorzeniony w sceptycyzmie wobec władzy i przymusu, a zatem wobec państwa. Stąd również czerpie swój wigor i poczucie pilności. Prawa wolności, jako fundament liberalnego porządku, nie mogą być relatywizowane bez zagrożenia dla ludzkiej godności. To dlatego zasługują na naszą szczególną uwagę – i na nasze oddanie.
Według think tanku, fundament liberalnego ładu może być opisany za pomocą trzech następujących zasad:
- Odpowiedzialne jednostki jako źródło i cel
- Rozwiązania prywatne i przyjazne obywatelowi
- Dobrowolna współpraca

Liberales Institut czerpie ze szwajcarskiej tradycji niezależności i wolności, której korzenie sięgają XIII wieku. W owym czasie Konfederaci bronili swojej niezależności przed tyranią podatkową obcych panów i zastąpili ją dobrowolną wspólnotą przy minimalnych wspólnych zasadach. Inspiracją dla Instytutu jest działalność salonu Madame de Staël na Zamku w Coppet, prace filozofa Benjamina Constanta, ekonomistów Ludwiga von Misesa, Wilhelma Röpke, Williama Rapparda (i założonej przez niego genewskiej uczelni Graduate Institute of International and Development Studies), Friedricha A. von Hayeka (i założonego przez niego w Szwajcarii Stowarzyszenia Mont Pelerin), a także szwajcarskich prawników Fritza Fleinera, Zaccaria Giacomettiego oraz Hansa Nefa.

## Historia i działalność
Fundacja została założona w 1979 roku i zajmuje się upowszechnianiem idei liberalnych, gromadzeniem osób zainteresowanych liberalizmem oraz bieżącymi problemami społeczno-politycznymi. Opowiada się ona za wolnością gospodarczą i społeczeństwem zbudowanym na własności prywatnej i zdecentralizowanej organizacji. W tym celu organizuje wydarzenia publiczne i wydaje publikacje.
Instytut (od 2008 roku uznany za organizację non-profit i zwolniony z podatku) i jest finansowany wyłącznie z prywatnych darowizn. Możliwe jest nieformalne członkostwo w Stowarzyszeniu Przyjaciół i Sponsorów (Friends and Sponsorship Association).
Fundacja przyznaje Nagrodę Społeczeństwa Obywatelskiego im. Wilhelma Röpke, którą w 2010 r. otrzymał bankier Karl Reichmuth, w 2011 r. publicysta Beat Kappeler, w 2012 r. ekonomista Bruno Frey, w 2013 r. ekonomista Charles Blankart, w 2014 r. ekonomista Peter Bernholz, w 2015 r. ekonomistka Victoria Curzon-Price, w 2016 r. były redaktor Neue Zürcher Zeitung Andreas Oplatka, w 2017 r. profesor ekonomii Franz Jaeger, w 2018 r. profesor prawa Martin Lendi, a w 2019 r. historyk ekonomii Tobias Straumann.
Wielu członków Liberales Institut jest związana ze szwajcarskim miesięcznikiem liberalnym Schweizer Monat oraz z dziennikiem Neue Zürcher Zeitung (NZZ).

## Organizacja
Pod koniec 2007 r. Instytut został poddany reorganizacji zgodnie ze swoim statutem. Pierre Bessard był dyrektorem Instytutu od 1 stycznia 2008 r. do 30 czerwca 2020 r. Od 1 lipca 2020 r. Następnie na tym stanowisku zastąpił go Olivier Kessler. Prezesem zarządu fundacji jest prawnik Daniel Eisele, pozostałymi członkami zarządu fundacji są Robert Nef (wieloletni były dyrektor i prezes zarządu fundacji), przedsiębiorcy Daniel Model i Sandro Piffaretti, publicyści Claudia Wirz i Beat Gygi, pastor Peter Ruch, ekonomista Pierre Bessard (wiceprezes zarządu fundacji) oraz profesorowie Christoph Frei (wiceprezes zarządu fundacji) i Victoria Curzon-Price (ekonomistka i była przewodnicząca Stowarzyszenia Mont Pelerin).
Członkami rady akademicko-doradczej są Philipp Bagus, Silvio Borner, David Dürr, Richard Ebeling, Christian Hoffmann, Jesús Huerta de Soto, Guido Hülsmann, Stefan Kooths, Carlo Lottieri, Thorsten Polleit, Pascal Salin, Gunther Schnabl, Roland Vaubel i Michael Wohlgemuth